# Shigesato Itoi
 (juin 2015).
Si vous disposez d'ouvrages ou d'articles de référence ou si vous connaissez des sites web de qualité traitant du thème abordé ici, merci de compléter l'article en donnant les références utiles à sa vérifiabilité et en les liant à la section « Notes et références ».
糸井重里
Shigesato Itoi (糸井重里, Itoi Shigesato), né le 10 novembre 1948, est un essayiste et acteur japonais. Néanmoins il est surtout connu hors du Japon pour son travail sur les jeux de la série Mother, nommés EarthBound en Occident.

## Biographie
Shigesato Itoi fut écrivain de slogans et punchlines en communication et publicité.
Shigesato Itoi est et fut un ami proche de Hiroshi Yamauchi, Satoru Iwata et Shigeru Miyamoto.
Shigesato Itoi fut chargé de prononcer le discours funéraire de Hiroshi Yamauchi, puis de Satoru Iwata.
Monsieur Itoi possède un collant appartenant à Monsieur Yamauchi.

### Époque Ghibli
Shigesato Itoi fut écrivain des slogans et phrases chocs pour le Studio Ghibli avec, par exemple après traduction, parmi les deux phrases chocs pour Mon voisin Totoro: "Au Japon, de tel êtres étranges existent encore. Enfin je crois...".
Durant l'été 1987, ayant sa petite fille à charge lors d'une réunion avec Hayao Miyazaki, alors qu'il dut la surveiller et lui parler régulièrement, Miyazaki dit à Itoi: "C'est de cette façon que je voudrais que le papa des deux fillettes du film s'adresse à elles !". Puis Hayao demanda à Shigesato s'il souhaitait prêter sa voix pour le rôle du père.

### Son entrée à Nintendo
À la suite de sa rencontre en tant que consommateur de produit Nintendo tel que jeu de cartes, Love Tester, Ultra Hand ou Game & Watch et principalement la Family Computer accompagné du jeu Dragon Quest, il se demanda: "A quoi ressemblerait un jeu si c'était moi qui en avait la charge".
Shigesato Itoi dû s'exprimer à la télévision à l'époque où Nintendo avait une mauvaise presse dans les médias pour dire ce qu'il pensait du jeu vidéo, de son influence, etc. : il répondit que le jeu vidéo traversait la même tempête que le manga quelques années plus tôt, que les mangas avaient fini par être acceptés devenir un pan de la culture populaire japonaise; que les jeux vidéo suivaient le même chemin et donc que les gens qui critiquaient gratuitement les jeux vidéo avaient un train de retard. Cette prestation fut regardée par Hiroshi Yamauchi et demanda une rencontre où Itoi profita de lui montrer son projet de jeu vidéo: Mother.

### La série Mother
Shigeru Miyamoto est arrivé sur le début de projet de Mother en déclarant : « En fait, le problème, c'est de savoir qui va pouvoir réaliser un tel jeu... ». Mais il recontacte Shigesato quelque temps plus tard : « C'est bon, j'ai trouvé une équipe pour créer votre jeu... Vous êtes toujours intéressé pour participer au développement ? »
Shigesato Itoi rencontre Satoru Iwata lors de la création de Mother 2 grâce à Hiroshi Yamauchi qui le lui conseille pour l'aider à concrétiser le projet.

## Filmographie

### Films
- Mon voisin Totoro (Doubleur, Tatsuo Kusakabe)[1]

## Jeux vidéo
- Série Mother
  - Mother (EarthBound Beginnings)
  - Mother 2 (EarthBound)
  - Mother 3
- Monopoly (Super Nintendo)
- The Monopoly Game 2 (Super Nintendo)
- Itoi Shigesato no Bass Tsuri No. 1